# Dornstadt-Linkersbaindt

Lage des gemeindefreien Gebiets Dornstadt-Linkersbaindt im Landkreis Donau-Ries

Dornstadt-Linkersbaindt ist ein 17,95 km² großes gemeindefreies Gebiet im Landkreis Donau-Ries in Schwaben in Bayern.

## Geographie
Das Gebiet bildet einen Teil des Oettinger Forsts, Haupteigentümer des Areals ist das Fürstliche Haus Oettingen-Spielberg.
Um den Oettinger Forst hat Albrecht Fürst zu Oettingen-Spielberg 2008 einen massiven Wildzaun errichten lassen, um umliegende Felder vor Verwüstungen durch Wildschweine zu schützen. Der Zaun war allerdings umstritten und musste in den Folgejahren aufgrund von Gerichtsurteilen teilweise rückgebaut werden. Die Stadt Oettingen hat den Antrag gestellt, das bisher gemeindefreie Gebiet in ihr Gemeindegebiet einzugliedern. Ein entsprechender Antrag wird im Landratsamt Donau-Ries derzeit geprüft. Die Gemeindefreiheit ist bisher nicht aufgehoben.

## Enklaven und Exklaven
Umgeben von dem gemeindefreien Gebiet liegt als Enklave das Forsthaus Linkersbaindt, das zur Gemeinde Auhausen gehört.
Das gemeindefreie Gebiet hat seinerseits eine weitgehend bewaldete Exklave namens Windhau, die im Nordosten von Auhausen und im Südwesten von Oettingen i.Bay. umgeben ist.